# Zarichne
Zarichne (en ukrainien : Зарiчне, en russe : Заречное, Zaretchnoïe) est une commune urbaine de l'est de l'Ukraine, dans l'oblast de Donetsk, dépendante du raïon de Kramatorsk. Jusqu'en 2016, la commune s'est nommée Kirovsk. Elle était peuplée en 2019 de 2486 habitants.

## Géographie
La commune se situe sur la rive occidentale de la rivière Jerebets, un petit affluent en rive gauche de la rivière Donets, dans le bassin hydrographique du fleuve Don. Elle se trouve à 41 km au nord-est de la ville de Kramatorsk, et à 112,5 km au nord de celle de Donetsk.